# Nhà thi đấu Ergo
Đấu trường Ergo (Hala Gdańsk-Sopot) là một nhà thi đấu trong nhà đa năng, được khai trương vào năm 2010. Ranh giới giữa hai thành phố - Sopot và Gdańsk - chạy qua chính giữa sảnh. Đấu trường có sức chứa 11.409 người, cho các sự kiện thể thao và lên tới 15.000, với các vị trí đứng, cho các buổi hòa nhạc.

## Lịch sử
Vào ngày 26 tháng 11 năm 2010, Lady Gaga đã biểu diễn trong The Monster Ball Tour, với Semi Precious Weapon là tác phẩm mở đầu của cô, cho hơn 12.000 người. Đó là sự kiện lớn đầu tiên diễn ra trong hội trường.
Các sự kiện thể thao, bao gồm Giải vô địch bóng chuyền nam châu Âu 2013, Giải vô địch trong nhà thế giới IAAF 2014  và Giải vô địch bóng chuyền nam FIVB 2014, cũng như một phần của Giải vô địch bóng ném nam châu Âu 2016 đã được tổ chức tại đấu trường.
Đối với môn thi đấu điền kinh, một đường chạy hình bầu dục với sáu làn, dài 200 mét được lắp đặt trên sàn đấu trường. Theo thông cáo báo chí của IAAF, đường chạy điền kinh tại Đấu trường ERGO, nơi diễn ra Giải vô địch trong nhà thế giới IAAF 2014, đã chính thức khai mạc cho mùa giải 2014 vào Chủ nhật ngày 16 tháng 2 và gần 6.000 người đã đến để xem qua đường đua mới. Công ty Mondo của Ý đã thực hiện đường đua di động trong nhà với bề mặt cao su Mondo Super X (dày 13,5mm). Các bản nhạc di động của Mondo có thể được lắp ráp và tháo rời trong vài ngày. Cơ chế khóa móng của công ty khóa khung theo dõi mô-đun tại chỗ mà không cần sử dụng ốc vít hoặc bu lông, đảm bảo lực kẹp liên tục và độ chính xác hoàn hảo từ bảng này sang bảng khác, và từ cài đặt đến cài đặt. Bề mặt Super X nổi tiếng thế giới của Mondo đã là đường đua hàng đầu thế giới trong hơn 30 năm và được sử dụng ở cả Thế vận hội Mùa hè 2008 và 2012.

## Buổi hòa nhạc
Danh sách nghệ sĩ:
- Ozzy Osbourne
- Rammstein
- Lady Gaga
- Roxette
- Erykah Badu
- Enrique Iglesias
- Jean-Michel Jarre
- Sting
- José Carreras
- Michael Bublé
- Chris Botti
- Iron Maiden
- Backstreet Boys
- 30 Seconds to Mars
- Pet Shop Boys
- Judas Priest
- Lenny Kravitz
- André Rieu
- Slipknot
- Hans Zimmer
- Andrea Bocelli
- Il Divo
- Dave Matthews Band
- Bryan Adams
- Maluma
- Depeche Mode
- Scorpions
- Ricky Martin

## Sự kiện thể thao
- Đêm chiến đấu UFC 118
- ACB 63
- Giải vô địch bóng ném nam thế giới 2023

## Hình ảnh

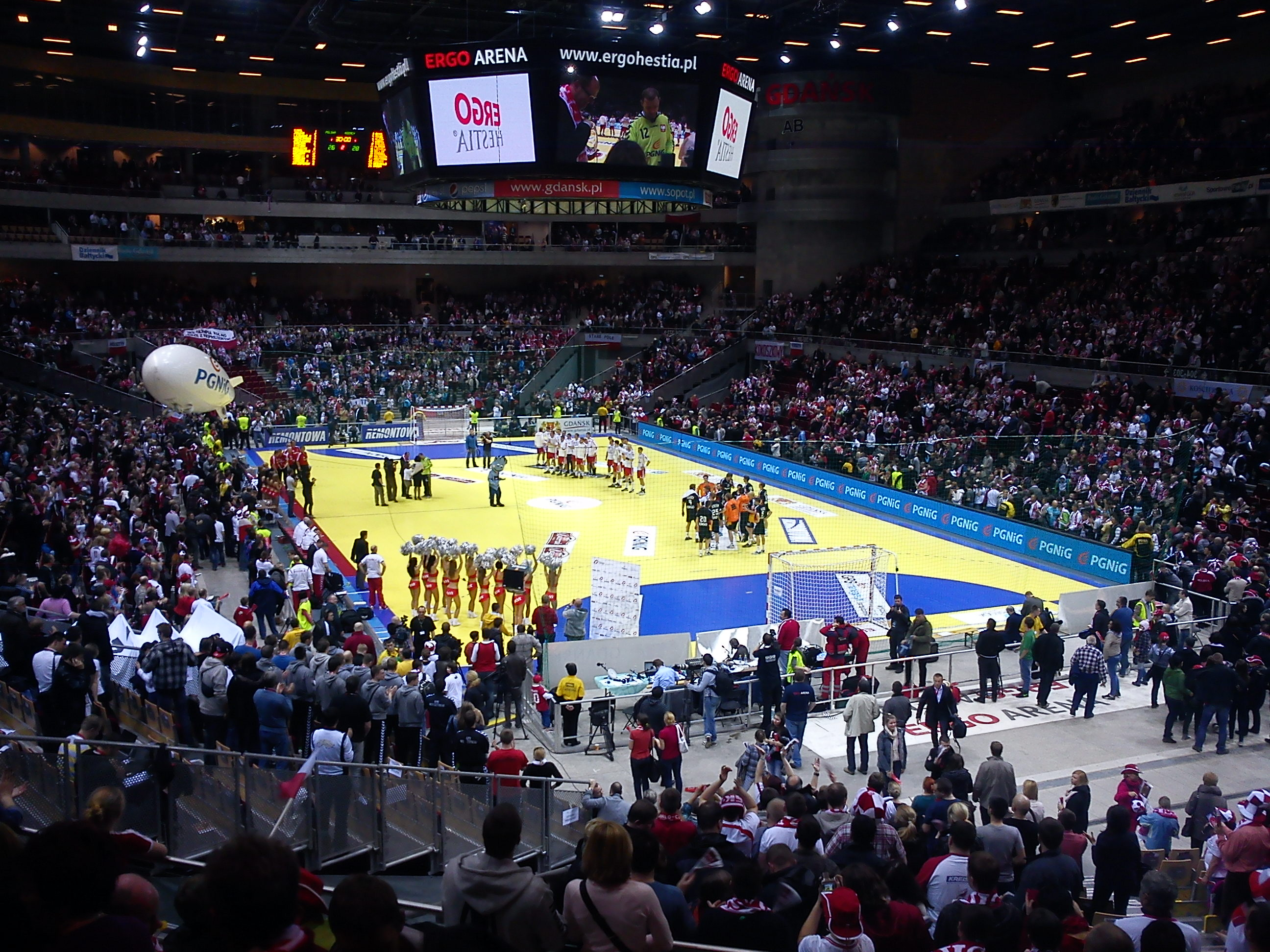
Bên trong, trước trận đấu bóng ném
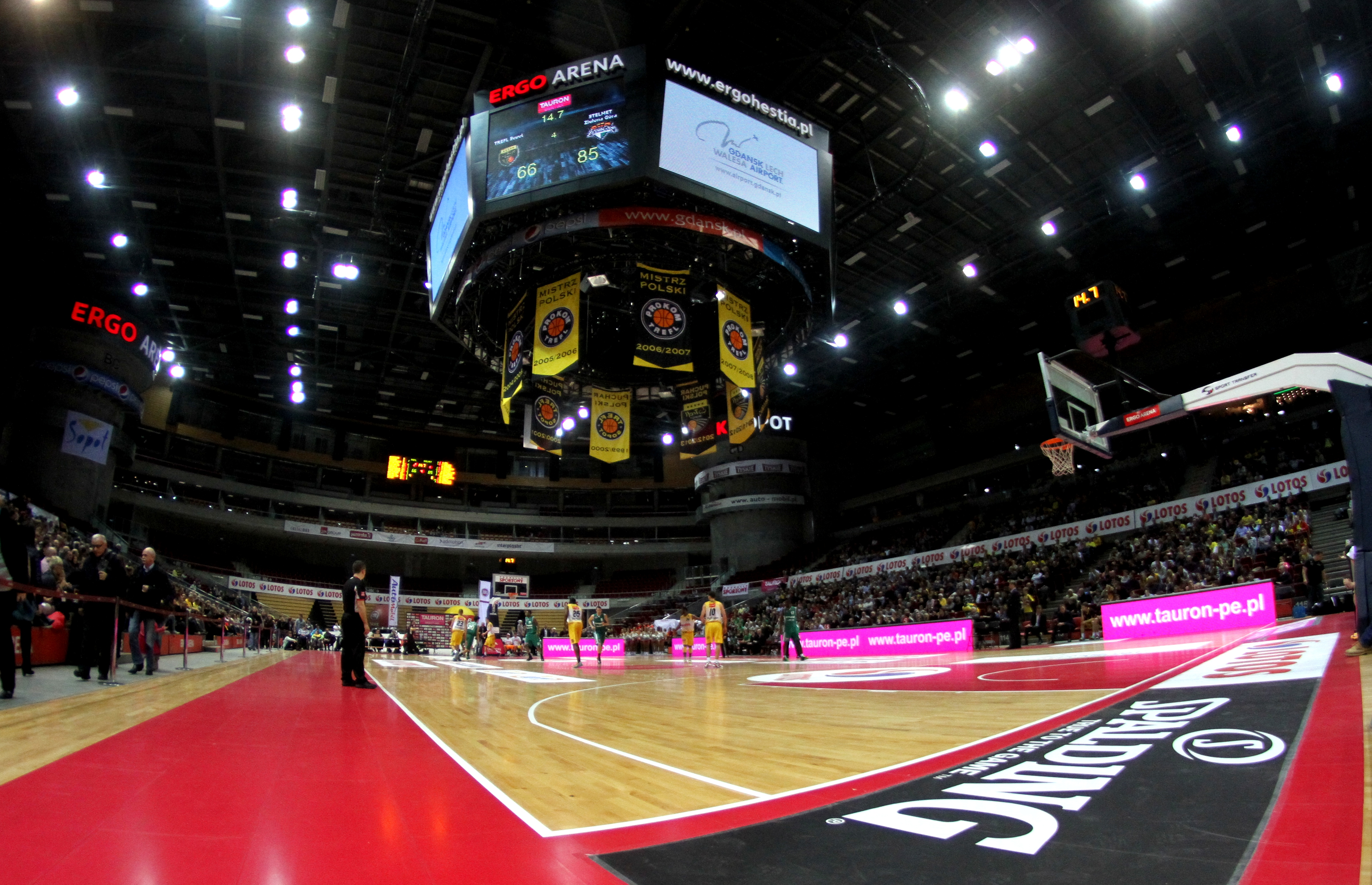
Trận đấu bóng rổ (Trefl Sopot vs Stelmet Zielona Góra, Tauron Basket Liga)
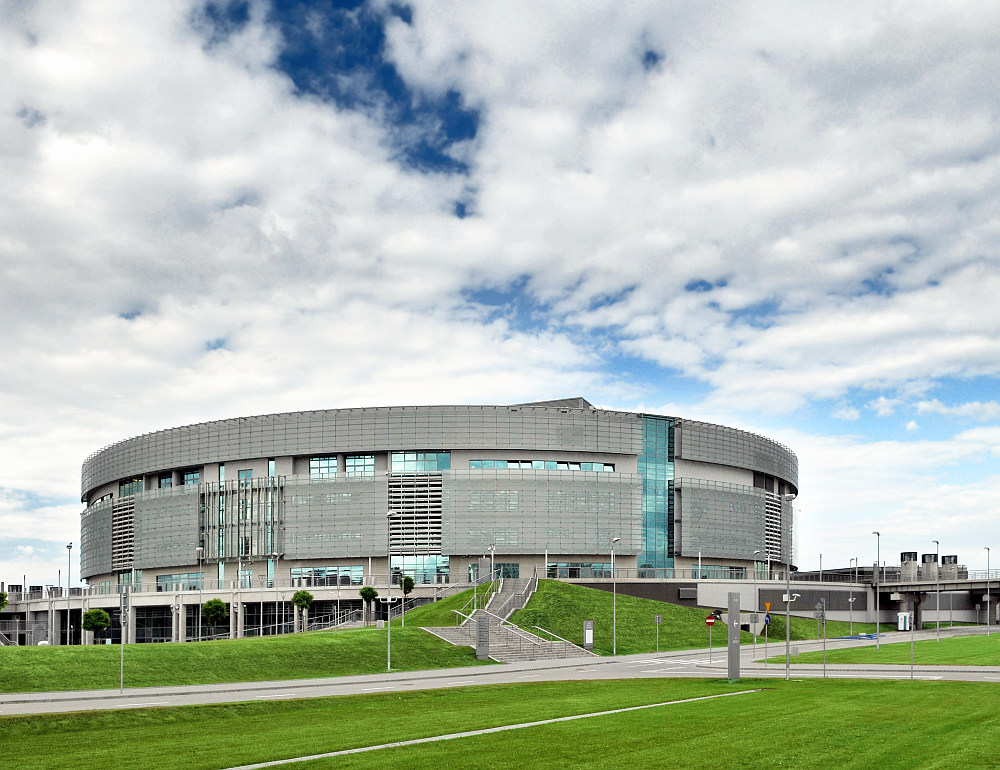
Vào ban ngày
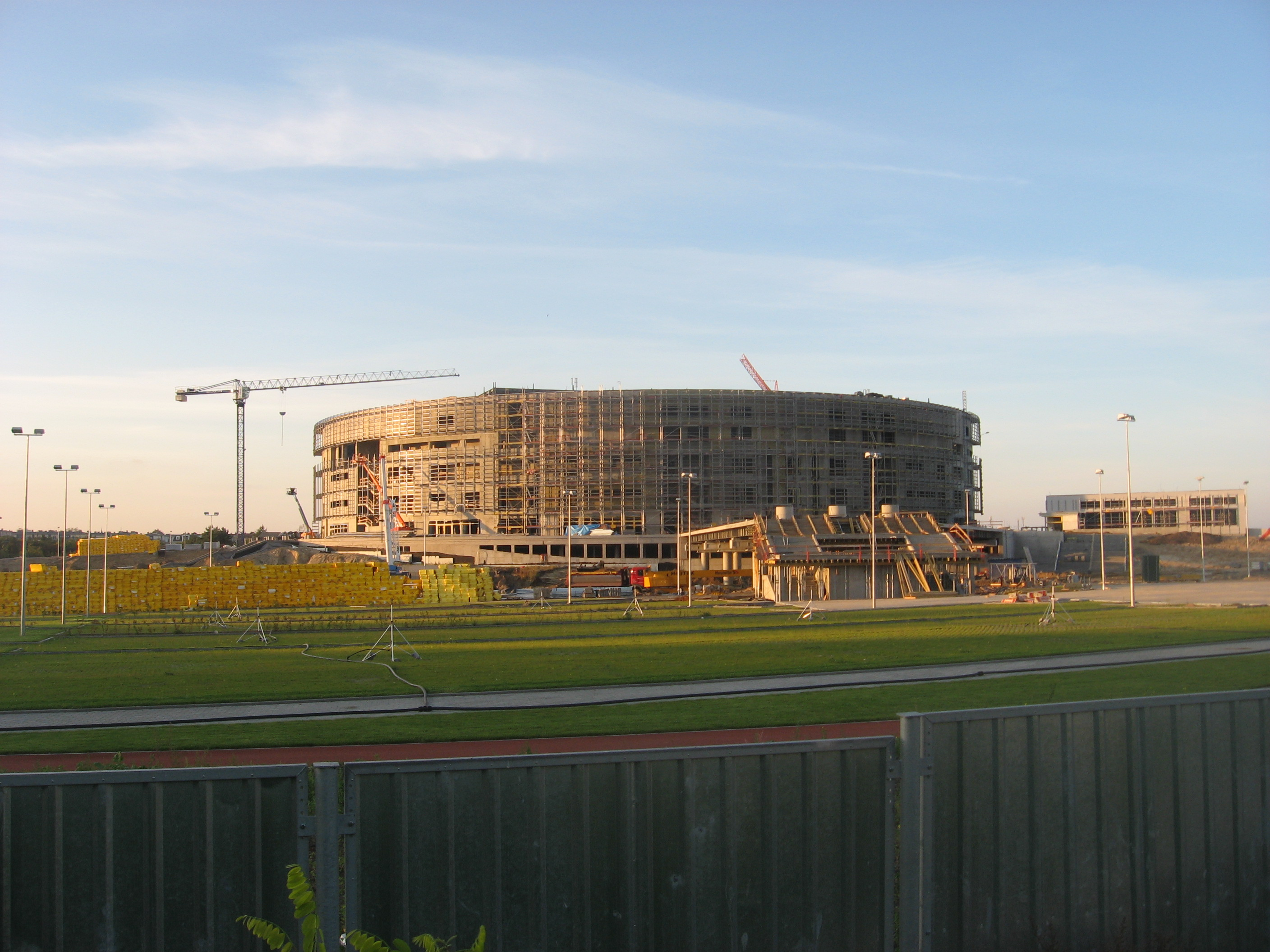
Đang xây dựng
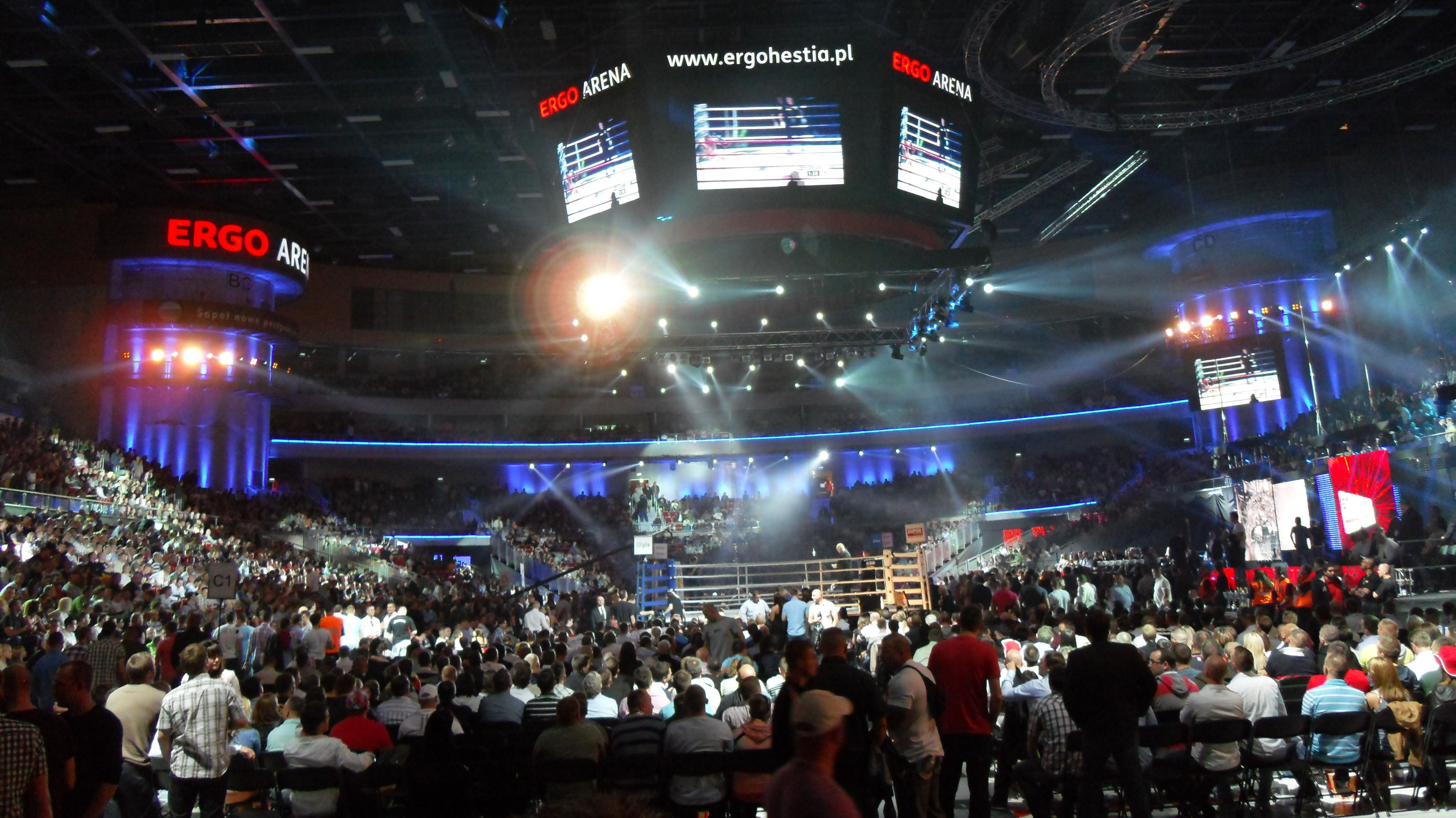
Đấu trường Ergo trong sự kiện KSW MMA